# Le Breuil-en-Bessin
Le Breuil-en-Bessin ist eine französische Gemeinde im Département Calvados in der Region Normandie mit 411 Einwohnern (Stand: 1. Januar 2022). Le Breuil-en-Bessin gehört zum Arrondissement Bayeux und zum Kanton Trévières. 

## Geografie
Le Breuil-en-Bessin liegt etwa 18 Kilometer westsüdwestlich von Bayeux. Umgeben wird Le Breuil-en-Bessin von den Nachbargemeinden Saon im Norden und Westen, Blay im Osten und Nordosten, Crouay im Osten sowie Le Molay-Littry im Süden. An der nordöstlichen Gemeindegrenze verläuft das Flüsschen Tortonne.

## Bevölkerungsentwicklung
| 1962                      | 1968 | 1975 | 1982 | 1990 | 1999 | 2006 | 2013 |
| ------------------------- | ---- | ---- | ---- | ---- | ---- | ---- | ---- |
| 279                       | 223  | 207  | 221  | 228  | 258  | 329  | 435  |
| Quelle: Cassini und INSEE |      |      |      |      |      |      |      |

## Sehenswürdigkeiten
- Kirche Notre-Dame-de-l'Assomption aus dem 12. Jahrhundert
- Schloss Goville aus dem 18. Jahrhundert

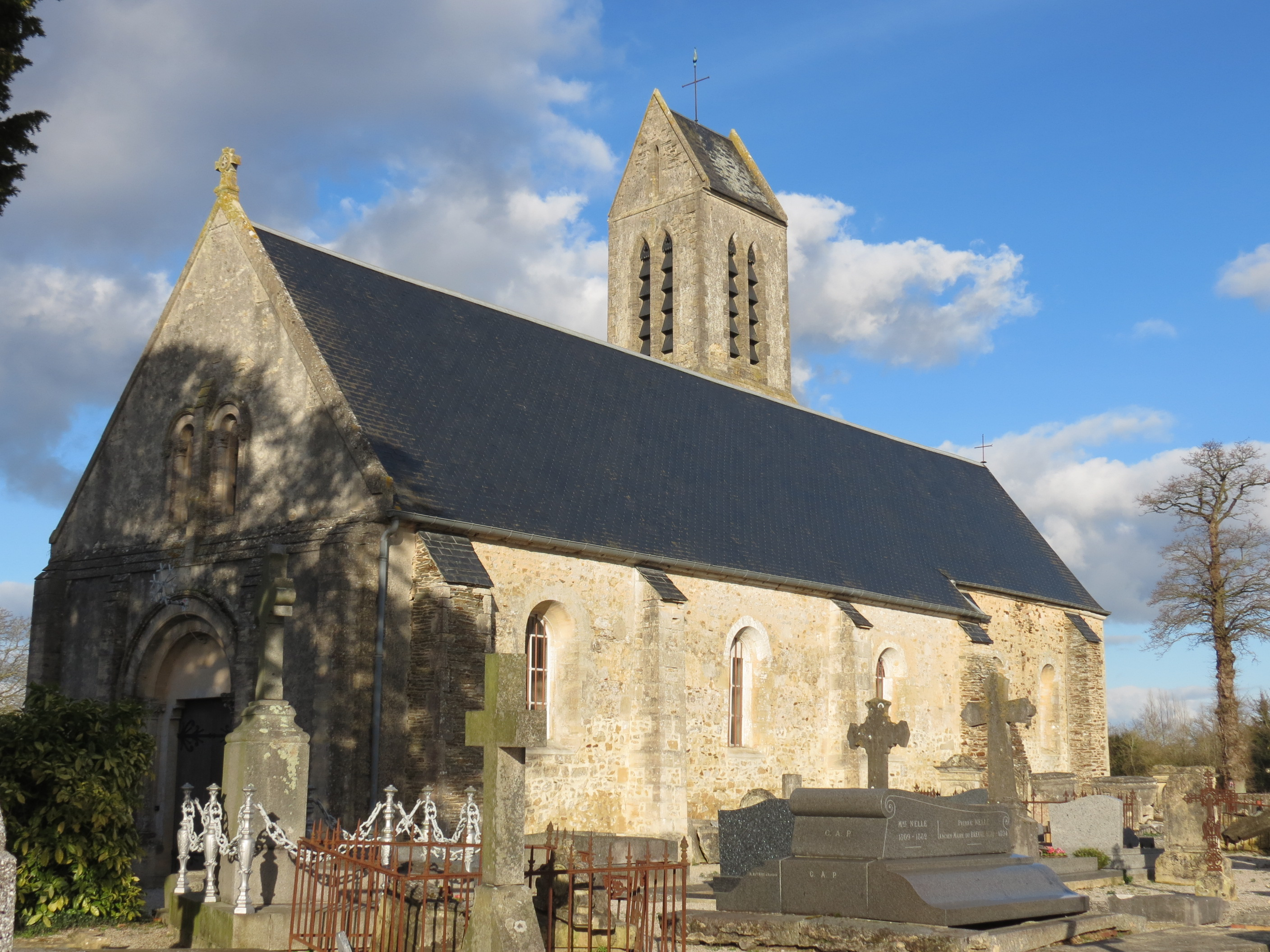
Kirche Notre-Dame-de-l'Assomption